# 小行星4856
小行星4856（英語：4856 Seaborg）是一颗围绕太阳公转的小行星。1983年6月11日，卡罗琳·舒梅克在帕洛马山发现了此天体。
这颗小行星的绝对星等为269.41106等。